# Aphanorrhegma aubertii
Aphanorrhegma aubertii là một loài Rêu trong họ Funariaceae. Loài này được (Besch.) Kindb. mô tả khoa học đầu tiên năm 1889.